# 黄埔体育中心
黄埔体育中心(こうほたいいくちゅうしん、簡体字中国語: 黄埔体育中心、英: Huangpu Sports Center)は、中華人民共和国の広州市にある多目的スタジアムを含む総合スポーツセンターである。

## 概要
収容人数は12,000人、総敷地面積は3.6万平方メートル。主にサッカーの試合に用いられる。中国サッカー・甲級リーグに所属する広東日之泉がホームスタジアムとして使用することがある他、中国FAカップなどにおいて会場の1つとして使用されることがある。元々多目的スタジアムである黄埔体育場が建設されていたところに、広州アジア大会に向けて新しく室内競技全般を開催可能な黄埔体育館を隣接して建設したことで黄埔体育中心となり、スタジアム自体も黄埔体育中心体育場と名称が変更になっている。
2010年には、広州アジア大会において、サッカー競技の会場となった。

## 交通アクセス
広州地下鉄5号線の大沙東駅より徒歩約5分。